# Maurice Ohana
Maurice Ohana (Casablanca, 12 giugno 1913 – Parigi, 13 novembre 1992) è stato un pianista e compositore francese.
Ammiratore di Debussy e della musica spagnola di Manuel de Falla fondò nel 1947 il gruppo Le Zodiaque. 
Nel 1944 si trova a Roma dove diviene allievo e  amico del compositore Alfredo Casella.

## Opere principali
- Llanto por Ignacio Sanchez Mejias, 1950
- Cantigas, 1953-1954
- Études chorégraphiques pour percussion, 1955
- Tiento, 1957
- Tombeau de Debussy, 1962
- Cris, pour chœur a cappella, 1968
- Vingt-quatre Préludes pour piano, 1973
- L'Anneau du Tamarit, 1976
- Tombeau de Louise Labé
- Dies solis/Lux noctis
- Avoaha, 1991
- La Céléstine, opéra
- Noctuaire, 1975
- Lys de madrigaux, 1977
- Messe, 1977
- Silenciaire
- Syllabaire pour Phèdre
- Histoire véridique de Jacotin
- Trois Contes de l'honorable fleur
- Chiffres
- Trois Graphiques